# اعتماد مزدوج

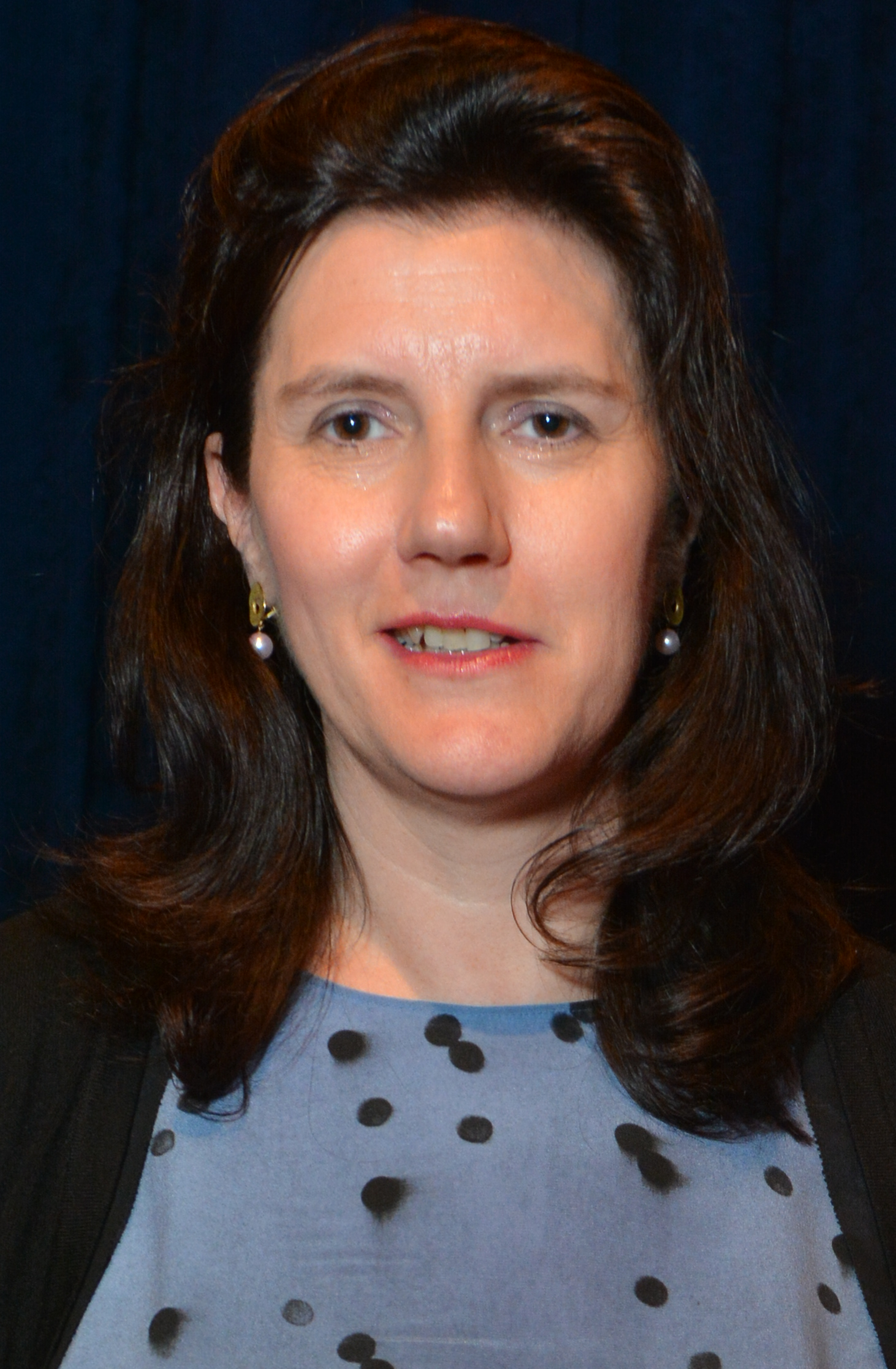
في مملكة لوكسمبورغ، غالبًا ما يكون سفير المملكة لدى الولايات المتحدة، يكون أيضًا سفيرًا متنقلًا لدى كندا، والمكسيك. في الصورة تظهر سيلفي هينروتين لوكاس، وهي سفيرة لوكسمبورغ لدى الولايات المتحدة منذ 2016 وحتى 2019.

الاعتماد المزدوج: هو مصطلح، وممارسة دبلوماسية، تعني أن تقوم دولة ما، بمنح مسؤوليتين منفصلتين لدبلوماسي واحد. أحد الأشكال البارزة للاعتماد المزدوج هو أن يعمل الدبلوماسي سفيراً لبلدين أو أكثر في نفس الوقت. قد يُطلق على هذا السفير أحيانًا اسم السفير المفوض، أو السفير المتنقل.